# Nadia Khiari

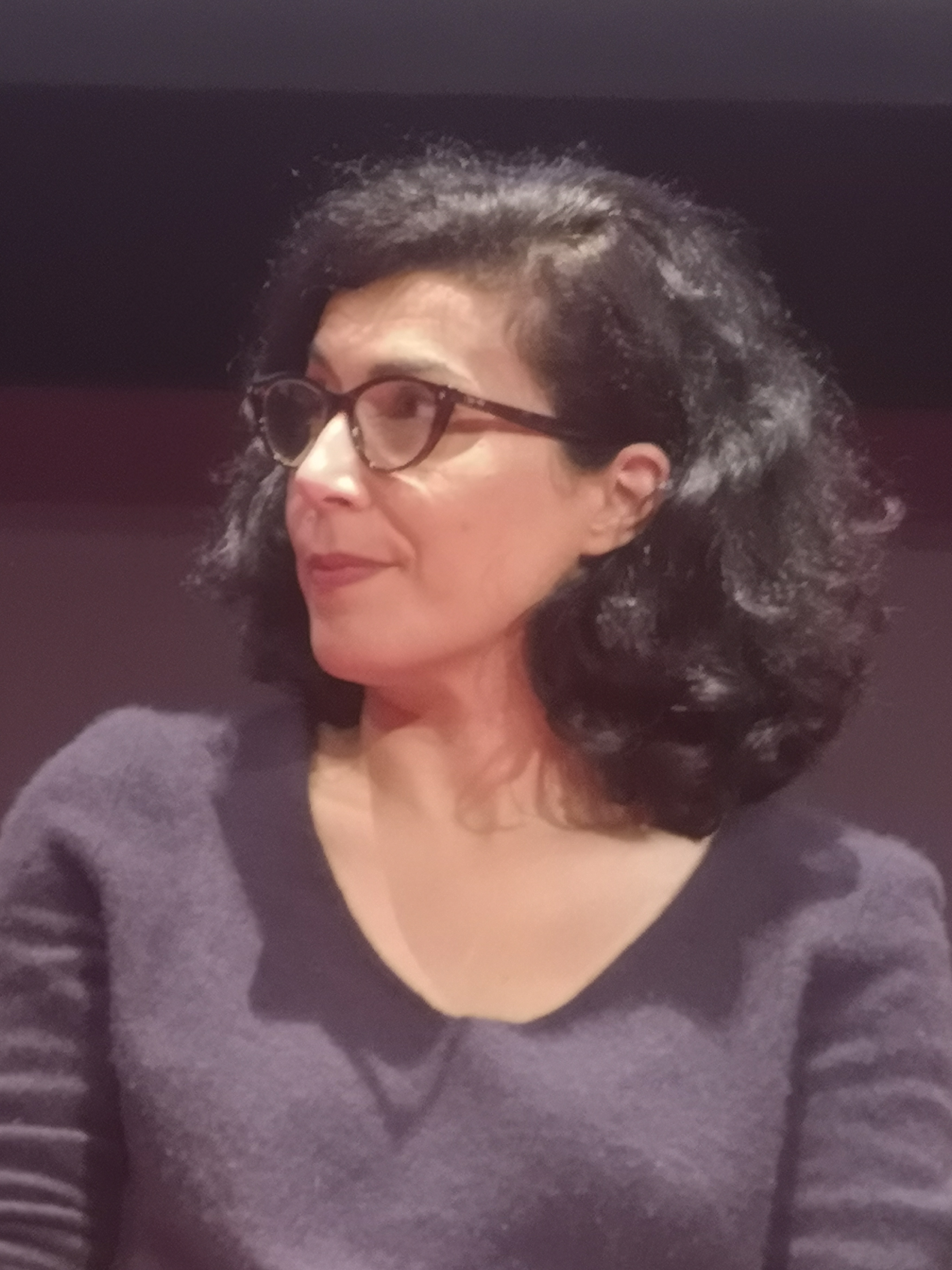
Nadia Khiari, 2021

Nadia Khiari (arabisch نادية خياري, DMG Nādiya Ḫiyārī; * 21. Mai 1973 in Tunis) ist eine französisch-tunesische Zeichnerin, Karikaturistin und Professorin für bildende Kunst. Sie ist bekannt für ihre Figur Willis from Tunis. Sie verwendet diesen Name auch als Pseudonym.

## Leben
Nach ihrem Studium an der Fakultät für Bildende Kunst an der Universität Aix-Marseille in Aix-en-Provence wurde Nadia Khiari Lehrerin für Bildende Kunst an einem Gymnasium in Tunis und später Professorin an der École des Beaux-Arts in Tunis.
Während der Revolution in Tunesien 2010/2011 schuf sie ihre Figur, die Katze Willis from Tunis, um die Ereignisse in den sozialen Netzwerken zu kommentieren.
Seitdem veröffentlicht sie Karikaturzeichnungen in den französischen Zeitungen Siné Mensuel, Courrier international, Zelium und Foutou'art.
2019 gehörte sie zum Zeichnerinnenteam der neuen feministisch-satirischen Monatszeitschrift Siné Madame. Im Mai 2021 veröffentlichte sie einige Beispiele ihrer Zeichnungen und Karikaturen sowie einen Einführungstext unter ihrem Pseudonym Willis de Tunis in dem vom französischen Verlag Calmann-Lévy herausgegebenen Sammelband Africa.

## Veröffentlichungen
- Willis from Tunis im Selbstverlag:[7]
  - 2011 – Band 1: Chroniques de la révolution, ISBN 978-9973-02-293-6
  - 2012 – Band 2: Willis from Tunis 2, ISBN 978-9938-05-040-0
  - 2015 – Band 3: Manuel du parfait dictateur, ISBN 978-9938-14-218-1
- Willis from Tunis im Verlag Elyzad:
  - 2020 – Band 4: Willis from Tunis, 10 ans et toujours vivant ! ISBN 978-9973-58-126-6

## Preise und Auszeichnungen
- 2012: Honoré-Daumier-Preis beim zweiten internationalen Treffen der Zeichner von Cartooning for Peace[8]
- 2013: Ehrendoktorwürde der Universität Lüttich für ihren Einsatz für die Meinungsfreiheit[9]
- 2014: Preis für politische Satire auf satirischen Zeichnungen in Forte dei Marmi[8]
- 2016: Preis „Couilles au cul“, der vom Chefredakteur des Magazins Fluide Glacial initiiert wurde und den künstlerischen Mut eines Autors würdigt[10]
- 2016: Auszeichnung 100 Women (BBC)[11]
- 2018: Sokol-Förderpreis vom Karikaturmuseum Krems[12]